# Anne Buttimer
Anne Buttimer, née le 31 octobre 1938 à Cork et morte le 15 juillet 2017 à Dublin, est une géographe irlandaise, professeure émérite à l'University College Dublin.

## Biographie
Anne Buttimer grandit dans une ferme de l'ouest de Cork au sein d'une famille de six enfants. Ses parents sont Jeremiah Buttimer et Eileen Kelleher. Son père a joué un rôle important dans la création de la National Farmers’ Association et de An Foras Taluntais/The Agricultural Institute, ancêtre du Teagasc.
Elle fréquente des écoles à Dunmanway et Glenville puis les écoles secondaires Presentation Crosshaven et Loreto Fermoy.
Anne Buttimer commence son cursus universitaire à l'University College Cork où elle obtient un Baccalauréat universitaire ès lettres en latin, mathématiques et géographie en 1957. Elle obtient ensuite un master de géographie à l'Université nationale d'Irlande à Cork en 1959. Elle rejoint alors l'ordre dominicain sous le nom de Sœur Mary Annette et s'installe à Seattle. C'est dans cette ville, à l'université de Washington, qu'elle se spécialise dans la géographie sociale et qu'elle soutient en 1965 son doctorat de géographie.
Sa carrière d'enseignante et de chercheuse commence par un post-doc à l'Université catholique de Louvain, puis, après la scission de 1968, elle retourne aux États-Unis comme professeure assistante à l'université de Seattle. Elle enseigne ensuite en Écosse avant de rejoindre l'université Clark où, de 1970 à 1981, elle acquiert une solide réputation de spécialiste de géographie sociale. Forte de cette expérience, elle devient chercheuse associée à l'université de Lund, en Suède, puis enseigne à l'université d'Ottawa. C'est finalement en 1991 qu'elle rejoint son pays natal et enseigne à l'University College Dublin jusqu'à sa retraite en 2003. Elle est depuis cette date professeure émérite dans cette université.
De 2000 à 2004, elle a été la première femme à présider l'Union géographique internationale.
Elle meurt le 15 juillet 2017 à l'âge de 78 ans.

## Distinctions
- Prix Vautrin Lud, 2014
- Lifetime achievement honours, Association of American Geographers, 2014.
- Docteur honoris causa, Université Joseph Fourier, Grenoble, 2012.
- Wahlberg Medal, Société suédoise d'anthropologie et géographie, 2009.
- Docteur honoris causa, Université de Tartu, 2004.
- Fellow, Royal Irish Academy, 2000.
- Royal Scottish Geographical Society Millenium Award, 2000.
- Docteur honoris causa, Université de l'Est de la Finlande, 1999.
- Royal Geographical Society Prix Murchison, 1997.
- Ellen Churchill Semple award, Université du Kentucky, 1991.
- Association of American Geographers, Honors Award, 1986.

## Principales publications
- (en) Buttimer, A. et T. Mels. 2006. By Northern Lights. On the making of geography in Sweden. Londres : Ashgate Press.
- (en) Buttimer A. (éd.) 2001. Sustainable Landscapes and Lifeways: Issues of Scale and Appropriateness. Cork University Press.
- (en) Buttimer, A., S. Brunn et U. Wardenga. 2000. Text and image: Social construction of regional knowledges. Leipzig : Inst.für Länderkunde.
- (en) Buttimer, A. et Wallin, L. 1999. Nature and Identity in Cross-Cultural Perspective. Dordrecht : Kluwer.
- (en) Buttimer, A. 1994. Geography and the Human Spirit. The Johns Hopkins University Press.
- (en) Buttimer, A. 1991. Land-Life-Lumber-Leisure. Ottawa, Ontario : Royal Society of Canada.
- (en) Buttimer, A. 1990. Geography, humanism and global concern. Annals of the Association of American Geographers 80 : pp. 1–33.
- (en) Buttimer, A.. 1988. The wake of Erasmus. Saints, scholars and studia in Mediaeval Norden. Lund : Lund University Press.
- (en) Buttimer, A. et T. Hägerstrand. 1988. Geographers of Norden. Reflections on career experiences. Lund University Press.
- (en) Buttimer, A. 1983. Creativity and context. Lund Studies in Human Geography, Ser. B, n° 50.
- (en) Buttimer, A. 1983. The practice of geography. Londres : Longman. (Russe, 1990)
- (en) Buttimer, A. et D. Seamon. 1980. The human experience of place and space. Londres : Croom Helm Publishers.
- (en) Buttimer, A. 1976. Grasping the dynamism of lifeworld, Annals of the Association of American Geographers, 66 : pp. 277–292.
- (en) Buttimer, A. 1974. Values in Geography. Washington, D.C., Commission on College Geography.
- (en) Buttimer, A. 1971. Society and Milieu in the French Geographic Tradition. Chicago : Rand McNally. (Espagnol, 1971)